# 100年の音楽
『100年の音楽』（ひゃくねんのおんがく）は、2011年4月1日から2021年3月26日までテレビ東京で放送された音楽番組。大和ハウス工業 (Daiwa House) の一社提供。

## 概要
ヴァイオリニストの川井郁子が「100年残る世界の名曲」として毎回選んだ各種の楽曲をヴァイオリンで演奏する。ナレーターは油井昌由樹が務めている。番組タイトルが示すとおり、演奏曲には100年以上残った、または100年以上残るであろう名曲を選んでいる。曲の主なジャンルはクラシック音楽とポップスで、松田聖子の「赤いスイートピー」を取り上げた回もある（2016年4月8日放送）。
2014年7月30日、川井が本番組で演奏した曲を再録音したアルバム『The Melody〜100年の音楽〜』が発売された。このアルバムはスタジオではなくホールで録音したもので、オリコンチャートのアルバムランキングのクラシック部門で初登場2位となった。またこの年の11月には、同じく「The Melody〜100年の音楽〜」の名を冠したコンサートツアーも開始し、番組と同じコンセプトで構成されたコンサートを東京、名古屋、大阪、札幌など、各地で開催した。

当番組終了後、Daiwa House一社提供番組は後番組『わたしのヒュッゲ』に引き継がれている。

## 放送時間
| 放送期間     | 放送期間      | 放送時間 (JST)     |
| ------------ | ------------- | ------------------ |
| 2011年4月1日 | 2019年3月29日 | 金曜 22:54 - 23:00 |
| 2019年4月5日 | 2021年3月26日 | 金曜 21:54 - 22:00 |

21:00からの『所さんの学校では教えてくれないそこんトコロ!』や22:00からの『たけしのニッポンのミカタ!』が拡大版を放送する日にはずれる場合あり。

## 現在ネットされている放送局
| 放送対象地域 | 放送局     | 系列           | 放送期間                     | 放送日時           | 備考    |
| ------------ | ---------- | -------------- | ---------------------------- | ------------------ | ------- |
| 関東広域圏   | テレビ東京 | テレビ東京系列 | 2011年4月1日 - 2021年3月26日 | 金曜 21:54 - 22:00 | 製作局  |
| 日本全国     | BSテレ東   | BS放送         | 2012年10月25日 -             | 土曜 22:54 - 23:00 | 8日遅れ |

## 過去ネットされていた放送局
| 放送対象地域  | 放送局         | 系列           | 放送期間                     | 放送日時           | 備考 |
| ------------- | -------------- | -------------- | ---------------------------- | ------------------ | ---- |
| 北海道        | テレビ北海道   | テレビ東京系列 | 2011年4月1日 - 2019年3月29日 | 金曜 22:54 - 23:00 |      |
| 愛知県        | テレビ愛知     | テレビ東京系列 | 2011年4月1日 - 2019年3月29日 | 金曜 22:54 - 23:00 |      |
| 大阪府        | テレビ大阪     | テレビ東京系列 | 2011年4月1日 - 2019年3月29日 | 金曜 22:54 - 23:00 |      |
| 岡山県･香川県 | テレビせとうち | テレビ東京系列 | 2011年4月1日 - 2019年3月29日 | 金曜 22:54 - 23:00 |      |
| 福岡県        | TVQ九州放送    | テレビ東京系列 | 2011年4月1日 - 2019年3月29日 | 金曜 22:54 - 23:00 |      |